# Bonner SC
Bonner SC is een Duitse voetbalclub uit de voormalige hoofdstad Bonn.

## Geschiedenis
Op 18 juni 1965 fusioneerden Bonner FV 01 en TuRa 1904 Bonn om zo Bonner SC 01/04 te vormen. Bonner FV was een afsplitsing van Bonner TV en actief op het hoogste niveau tot kort voor het einde van WOII. TuRa ontstond in 1921 na een fusie tussen Bonner TV en CfR 04 Bonn en speelde ook in de hoogste klasse. TuRa haalde het beste resultaat met een 2de plaats in 1936 in de Gauliga Mittelrhein.
Na de oorlog promoveerde BFV 01 in 1959 naar de 2de klasse van de Oberliga West. TuRa werd in 1962 amateurkampioen van West-Duitsland.
In het fusiejaar speelde de club in de Verbandsliga Mittelrhein maar promoveerde naar de Regionalliga West maar degradeerde ook weer terug naar de Verbandsliga. In 1968 werd de club voor de eerste maal kampioen en steeg voor 3 seizoenen naar de 2de klasse. In 1976 dwong de club opnieuw promotie af, de Regionalliga was verdwenen en had plaatsgemaakt voor de 2. Bundesliga. De club eindigde 16de maar kreeg geen licentie voor het volgende seizoen en degradeerde. De volgende jaren speelde de club in de Oberliga en Verbandsliga. Midden jaren 90 kon de club nog enkele keren in de Regionalliga spelen die inmdiddels een 3de klasse was.
In het seizoen 2005/06 werd de club 2de in de Oberliga Nordrhein achter de 2de ploeg van Borussia Mönchengladbach en miste zo op een haar na de promotie. In 2009 werd de club kampioen en promoveerde. De club werd tiende en kon sportief het behoud verzekeren, maar op 4 juni 2010 gaf de DFB de club geen licentie voor het volgende seizoen. De club kreeg later ook geen licentie voor de NRW-Liga en vroeg op 21 juli 2010 het faillissement aan. In 2010/11 nam er geen eerste elftal deel aan een competitie. De jeugdafdeling en de tafeltennisafdeling namen wel deel aan de competitie. Vanaf 2011/12 nam de club terug aan de competitie deel en begon in de Landesliga Mittelrhein, de zesde klasse. Na een vierde plaats in het eerste seizoen werd de club kampioen in 2013 en promoveerde naar Oberliga. In 2016 promoveerde de club door naar de Regionalliga West.

## Eindklasseringen vanaf 1966
| Seizoen | Competitie                | Niveau | Eindstand | DFB Pokal | Opmerking                                                            |
| ------- | ------------------------- | ------ | --------- | --------- | -------------------------------------------------------------------- |
| 1965/66 | Verbandsliga Mittelrhein  | III    | 2         | --        |                                                                      |
| 1966/67 | Regionalliga West         | II     | 17        | --        |                                                                      |
| 1967/68 | Verbandsliga Mittelrhein  | III    | 1         | --        | 2e in promotieserie met 4 clubs                                      |
| 1968/69 | Regionalliga West         | II     | 15        | --        |                                                                      |
| 1969/70 | Regionalliga West         | II     | 13        | --        |                                                                      |
| 1970/71 | Regionalliga West         | II     | 17        | --        |                                                                      |
| 1971/72 | Verbandsliga Mittelrhein  | III    | 1         | --        | 3e in promotieserie met 4 clubs                                      |
| 1972/73 | Verbandsliga Mittelrhein  | III    | 7         | --        |                                                                      |
| 1973/74 | Verbandsliga Mittelrhein  | III    | 2         | --        |                                                                      |
| 1974/75 | Verbandsliga Mittelrhein  | III    | 3         | --        |                                                                      |
| 1975/76 | Verbandsliga Mittelrhein  | III    | 1         | --        | 2e in promotieserie Groep Noord A met VfL Wolfsburg en 1. FC Bocholt |
| 1976/77 | 2. Bundesliga-Nord        | II     | 16        | --        | Licentie ingetrokken                                                 |
| 1977/78 | Verbandsliga Mittelrhein  | III    | 3         | 3e ronde  | < Borussia Mönchengladbach: 0-3                                      |
| 1978/79 | Oberliga Nordrhein        | III    | 7         | --        |                                                                      |
| 1979/80 | Oberliga Nordrhein        | III    | 10        | --        |                                                                      |
| 1980/81 | Oberliga Nordrhein        | III    | 16        | --        |                                                                      |
| 1981/82 | Verbandsliga Mittelrhein  | IV     | 7         | --        |                                                                      |
| 1982/83 | Verbandsliga Mittelrhein  | IV     | 6         | --        |                                                                      |
| 1983/84 | Verbandsliga Mittelrhein  | IV     | 2         | --        |                                                                      |
| 1984/85 | Verbandsliga Mittelrhein  | IV     | 1         | --        |                                                                      |
| 1985/86 | Oberliga Nordrhein        | III    | 13        | --        |                                                                      |
| 1986/87 | Oberliga Nordrhein        | III    | 5         | --        |                                                                      |
| 1987/88 | Oberliga Nordrhein        | III    | 14        | --        |                                                                      |
| 1988/89 | Oberliga Nordrhein        | III    | 9         | --        |                                                                      |
| 1989/90 | Oberliga Nordrhein        | III    | 14        | --        |                                                                      |
| 1990/91 | Oberliga Nordrhein        | III    | 16        | --        |                                                                      |
| 1991/92 | Verbandsliga Mittelrhein  | IV     | 2         | --        |                                                                      |
| 1992/93 | Oberliga Nordrhein        | III    | 4         | --        |                                                                      |
| 1993/94 | Oberliga Nordrhein        | III    | 6         | --        |                                                                      |
| 1994/95 | Regionalliga West/Südwest | III    | 12        | --        |                                                                      |
| 1995/96 | Regionalliga West/Südwest | III    | 19        | --        |                                                                      |
| 1996/97 | Oberliga Nordrhein        | IV     | 1         | --        |                                                                      |
| 1997/98 | Regionalliga West/Südwest | III    | 16        | --        |                                                                      |
| 1998/99 | Oberliga Nordrhein        | IV     | 13        | --        |                                                                      |
| 1999/00 | Oberliga Nordrhein        | IV     | 15        | --        |                                                                      |
| 2000/01 | Verbandsliga Mittelrhein  | V      | 1         | --        |                                                                      |
| 2001/02 | Oberliga Nordrhein        | IV     | 10        | --        |                                                                      |
| 2002/03 | Oberliga Nordrhein        | IV     | 12        | --        |                                                                      |
| 2003/04 | Oberliga Nordrhein        | IV     | 15        | --        |                                                                      |
| 2004/05 | Oberliga Nordrhein        | IV     | 16        | --        |                                                                      |
| 2005/06 | Oberliga Nordrhein        | IV     | 2         | --        |                                                                      |
| 2006/07 | Oberliga Nordrhein        | IV     | 4         | --        |                                                                      |
| 2007/08 | Oberliga Nordrhein        | IV     | 10        | --        | gekwalificeerd voor NRW-Liga                                         |
| 2008/09 | NRW-Liga                  | V      | 1         | --        | finalist Mittelrheinpokal > FC Germania Dattenfeld: 2-2 (1-3 n.s.)   |
| 2009/10 | Regionalliga West         | IV     | 10        | --        |                                                                      |
| 2010/11 | Geen deelname             |        |           | --        | Failliet                                                             |
| 2011/12 | Landesliga Mittelrhein 1  | VI     | 4         | --        |                                                                      |
| 2012/13 | Landesliga Mittelrhein 1  | VI     | 1         | --        |                                                                      |
| 2013/14 | Mittelrheinliga           | V      | 7         | --        |                                                                      |
| 2014/15 | Mittelrheinliga           | V      | 2         | --        | finalist Mittelrheinpokal > FC Viktoria Köln 1904: 1-4               |
| 2015/16 | Mittelrheinliga           | V      | 1         | --        |                                                                      |
| 2016/17 | Regionalliga West         | IV     | 9         | --        | winnaar Mittelrheinpokal > SC Fortuna Köln: 1-0                      |
| 2017/18 | Regionalliga West         | IV     | 13        | 1e ronde  | Hannover 96: 2-6                                                     |
| 2018/19 | Regionalliga West         | IV     | 14        | --        |                                                                      |
| 2019/20 | Regionalliga West         | IV     | 14        | --        | competitie afgebroken i.v.m. coronapandemie                          |
| 2020/21 | Regionalliga West         | IV     | 19        | --        |                                                                      |
| 2021/22 | Regionalliga West         | IV     | 16        | --        |                                                                      |
| 2022/23 | Mittelrheinliga           | V      | 4         | --        |                                                                      |
| 2023/24 | Mittelrheinliga           | V      | 3         | --        | finalist Mittelrheinpokal > Alemannia Aachen: 2-4                    |
| 2024/25 | Mittelrheinliga           | V      | 1         | --        |                                                                      |
| 2025/26 | Regionalliga West         | IV     | .         | --        |                                                                      |